# 박우정 (가수)
박우정(1994년 1월 12일 ~ )은 대한민국의 가수이다. 2020년 Grab and go 싱글 앨범 [Your blue]로 데뷔했다. 2023년 팀 'ffpp'를 결성해 현재까지 활동을 이어오고 있다.

## 방송
- 포커스 : Folk Us (2020) - Top8(7위)

## 음반
- 포커스(Folk Us) Semi Final (2021)
- Blackhouse Project (2021)
- 나의 수하 OST (2021)
- ffpp - In my Dream (2023)

### ffpp
- In my dream (2023)
- summer (2024)
- Rose (2024)

- Spotless mind (Mini album 2024)